# Tournoi de tennis de Copenhague
Le tournoi de Copenhague est un tournoi de tennis professionnel masculin de l'ATP World Tour, se déroulant sur dur à Copenhague, au Danemark.
Créé en 1973, il ne se joue pas entre 1977 et 1990, avant de disparaître du calendrier en 2003.
Une épreuve du circuit féminin WTA s'est tenue entre 2010 et 2012, avant que ne lui succède l'année suivante l'Open de Katowice ; les deux premières éditions ont été remportées par la Danoise Caroline Wozniacki.

## Palmarès dames

### Simple
| No | Date       | Nom et lieu du tournoi                | Catégorie | Dotation  | Surface    | Vainqueure         | Finaliste          | Score     |         |
| -- | ---------- | ------------------------------------- | --------- | --------- | ---------- | ------------------ | ------------------ | --------- | ------- |
| 1  | 02-08-2010 | e-Boks Sony Ericsson Open, Copenhague | Intern'l  | 220 000 $ | Dur (int.) | Caroline Wozniacki | Klára Zakopalová   | 6-2, 7-65 | Tableau |
| 2  | 06-06-2011 | e-Boks Sony Ericsson Open, Copenhague | Intern'l  | 220 000 $ | Dur (int.) | Caroline Wozniacki | Lucie Šafářová     | 6-1, 6-4  | Tableau |
| 3  | 09-04-2012 | e-Boks Open, Copenhague               | Intern'l  | 220 000 $ | Dur (int.) | Angelique Kerber   | Caroline Wozniacki | 6-4, 6-4  | Tableau |

### Double
| No | Date       | Nom et lieu du tournoi               | Catégorie | Dotation  | Surface    | Vainqueures                      | Finalistes                          | Score            |         |
| -- | ---------- | ------------------------------------ | --------- | --------- | ---------- | -------------------------------- | ----------------------------------- | ---------------- | ------- |
| 1  | 02-08-2010 | e-Boks Sony Ericsson Open Copenhague | Intern'l  | 220 000 $ | Dur (int.) | Julia Görges Anna-Lena Grönefeld | Vitalia Diatchenko Tatiana Poutchek | 6-4, 6-4         | Tableau |
| 2  | 06-06-2011 | e-Boks Sony Ericsson Open Copenhague | Intern'l  | 220 000 $ | Dur (int.) | Johanna Larsson Jasmin Wöhr      | Kristina Mladenovic Katarzyna Piter | 6-3, 6-3         | Tableau |
| 3  | 09-04-2012 | e-Boks Open Copenhague               | Intern'l  | 220 000 $ | Dur (int.) | Kimiko Date-Krumm Rika Fujiwara  | Sofia Arvidsson Kaia Kanepi         | 6-2, 4-6, [10-5] | Tableau |

## Palmarès messieurs

### Simple
| No | Date       | Nom et lieu du tournoi      | Catégorie      | Dotation       | Surface         | Vainqueur           | Finaliste              | Score           |                |
| -- | ---------- | --------------------------- | -------------- | -------------- | --------------- | ------------------- | ---------------------- | --------------- | -------------- |
| 1  | 12-02-1973 | Copenhagen WCT, Copenhague  |                | 50 000 $       | Moquette (int.) | Roger Taylor        | Marty Riessen          | 6-2, 6-3, 7-6   |                |
|    | 1974-1975  | Pas de tournoi              | Pas de tournoi | Pas de tournoi | Pas de tournoi  | Pas de tournoi      | Pas de tournoi         | Pas de tournoi  | Pas de tournoi |
| 2  | 19-01-1976 | , Copenhague                |                | NC $           | Moquette (int.) | Lars Elvstrom       | Jean-François Caujolle | 6-4, 6-4        |                |
|    | 1977-1990  | Pas de tournoi              | Pas de tournoi | Pas de tournoi | Pas de tournoi  | Pas de tournoi      | Pas de tournoi         | Pas de tournoi  | Pas de tournoi |
| 3  | 04-03-1991 | Copenhagen Open, Copenhague | World Series   | 125 000 $      | Moquette (int.) | Jonas Svensson      | Anders Järryd          | 65-7, 6-2, 6-2  |                |
| 4  | 02-03-1992 | Copenhagen Open, Copenhague | World Series   | 130 000 $      | Moquette (int.) | Magnus Larsson      | Anders Järryd          | 6-4, 7-65       |                |
| 5  | 01-03-1993 | Copenhagen Open, Copenhague | World Series   | 175 000 $      | Moquette (int.) | Andreï Olhovskiy    | Nicklas Kulti          | 7-5, 3-6, 6-2   |                |
| 6  | 28-02-1994 | Copenhagen Open, Copenhague | World Series   | 188 750 $      | Moquette (int.) | Ievgueni Kafelnikov | Daniel Vacek           | 6-3, 7-5        |                |
| 7  | 06-03-1995 | Copenhagen Open, Copenhague | World Series   | 203 000 $      | Moquette (int.) | Martin Sinner       | Andreï Olhovskiy       | 63-7, 7-68, 6-3 |                |
| 8  | 11-03-1996 | Copenhagen Open, Copenhague | World Series   | 203 000 $      | Moquette (int.) | Cédric Pioline      | Kenneth Carlsen        | 6-2, 7-67       |                |
| 9  | 10-03-1997 | Copenhagen Open, Copenhague | World Series   | 203 000 $      | Moquette (int.) | Thomas Johansson    | Martin Damm            | 6-4, 3-6, 6-2   |                |
| 10 | 09-03-1998 | Copenhagen Open, Copenhague | Int' Series    | 210 000 $      | Moquette (int.) | Magnus Gustafsson   | David Prinosil         | 3-6, 6-1, 6-1   |                |
| 11 | 01-03-1999 | Copenhagen Open, Copenhague | Int' Series    | 215 000 $      | Moquette (int.) | Magnus Gustafsson   | Fabrice Santoro        | 6-4, 6-1        | Tableau        |
| 12 | 28-02-2000 | Copenhagen Open, Copenhague | Int' Series    | 325 000 $      | Dur (int.)      | Andreas Vinciguerra | Magnus Larsson         | 6-3, 7-65       | Tableau        |
| 13 | 12-02-2001 | Copenhagen Open, Copenhague | Int' Series    | 325 000 $      | Dur (int.)      | Tim Henman          | Andreas Vinciguerra    | 6-3, 6-4        | Tableau        |
| 14 | 11-02-2002 | Copenhagen Open, Copenhague | Int' Series    | 356 000 $      | Dur (int.)      | Lars Burgsmüller    | Olivier Rochus         | 6-3, 6-3        | Tableau        |
| 15 | 24-02-2003 | Copenhagen Open, Copenhague | Int' Series    | 355 000 $      | Dur (int.)      | Karol Kučera        | Olivier Rochus         | 7-64, 6-4       | Tableau        |

### Double
| No | Date       | Nom et lieu du tournoi      | Catégorie      | Dotation       | Surface         | Vainqueurs                         | Finalistes                          | Score           |                |
| -- | ---------- | --------------------------- | -------------- | -------------- | --------------- | ---------------------------------- | ----------------------------------- | --------------- | -------------- |
| 1  | 12-02-1973 | Copenhagen WCT, Copenhague  |                | 50 000 $       | Moquette (int.) | Tom Gorman Erik van Dillen         | Mark Cox Graham Stilwell            | 6-4, 6-4        |                |
|    | 1974-1975  | Pas de tournoi              | Pas de tournoi | Pas de tournoi | Pas de tournoi  | Pas de tournoi                     | Pas de tournoi                      | Pas de tournoi  | Pas de tournoi |
| 2  | 19-01-1976 | , Copenhague                |                | NC $           | Moquette (int.) | Jean-François Caujolle John Feaver |                                     | NC              |                |
|    | 1977-1990  | Pas de tournoi              | Pas de tournoi | Pas de tournoi | Pas de tournoi  | Pas de tournoi                     | Pas de tournoi                      | Pas de tournoi  | Pas de tournoi |
| 3  | 04-03-1991 | Copenhagen Open, Copenhague | World Series   | 125 000 $      | Moquette (int.) | Mark Woodforde Todd Woodbridge     | Mansour Bahrami Andreï Olhovskiy    | 6-3, 6-1        |                |
| 4  | 02-03-1992 | Copenhagen Open, Copenhague | World Series   | 130 000 $      | Moquette (int.) | Nicklas Kulti Magnus Larsson       | Hendrik Jan Davids Libor Pimek      | 6-3, 6-4        |                |
| 5  | 01-03-1993 | Copenhagen Open, Copenhague | World Series   | 175 000 $      | Moquette (int.) | David Adams Andreï Olhovskiy       | Martin Damm Daniel Vacek            | 6-3, 3-6, 6-3   |                |
| 6  | 28-02-1994 | Copenhagen Open, Copenhague | World Series   | 188 750 $      | Moquette (int.) | Martin Damm Brett Steven           | David Prinosil Udo Riglewski        | 6-3, 6-4        |                |
| 7  | 06-03-1995 | Copenhagen Open, Copenhague | World Series   | 203 000 $      | Moquette (int.) | Mark Keil Peter Nyborg             | Guillaume Raoux Greg Rusedski       | 6-7, 6-4, 7-6   |                |
| 8  | 11-03-1996 | Copenhagen Open, Copenhague | World Series   | 203 000 $      | Moquette (int.) | Libor Pimek Byron Talbot           | Wayne Arthurs Andrew Kratzmann      | 7-6, 3-6, 6-3   |                |
| 9  | 10-03-1997 | Copenhagen Open, Copenhague | World Series   | 203 000 $      | Moquette (int.) | Andreï Olhovskiy Brett Steven      | Kenneth Carlsen Frederik Fetterlein | 6-4, 6-2        |                |
| 10 | 09-03-1998 | Copenhagen Open, Copenhague | Int' Series    | 210 000 $      | Moquette (int.) | Tom Kempers Menno Oosting          | Jan Siemerink Brett Steven          | 6-4, 7-6        |                |
| 11 | 01-03-1999 | Copenhagen Open, Copenhague | Int' Series    | 215 000 $      | Moquette (int.) | Max Mirnyi Andreï Olhovskiy        | Marc-Kevin Goellner David Prinosil  | 65-7, 7-64, 6-1 | Tableau        |
| 12 | 28-02-2000 | Copenhagen Open, Copenhague | Int' Series    | 325 000 $      | Dur (int.)      | Martin Damm David Prinosil         | Jonas Björkman Sébastien Lareau     | 6-1, 5-7, 7-5   | Tableau        |
| 13 | 12-02-2001 | Copenhagen Open, Copenhague | Int' Series    | 325 000 $      | Dur (int.)      | Wayne Black Kevin Ullyett          | Jiří Novák David Rikl               | 6-3, 6-3        | Tableau        |
| 14 | 11-02-2002 | Copenhagen Open, Copenhague | Int' Series    | 356 000 $      | Dur (int.)      | Michael Kohlmann Julian Knowle     | Jiří Novák Radek Štěpánek           | 7-68, 7-5       | Tableau        |
| 15 | 24-02-2003 | Copenhagen Open, Copenhague | Int' Series    | 355 000 $      | Dur (int.)      | Tomáš Cibulec Pavel Vízner         | Michael Kohlmann Julian Knowle      | 7-5, 5-7, 6-2   | Tableau        |